# سیارک ۵۴۱۲
سیارک ۵۴۱۲ (به انگلیسی: 5412 Rou، نامگذاری:1973SR3) پنج هزار و چهارصد و دوازدهمین سیارک کشف شده‌است که در ۲۵ سپتامبر ۱۹۷۳ کشف شد.
قدر مطلق سیارک برابر ۱۴٫۳۰ است.